# El Carrizal (Tila)
El Carrizal es una localidad del estado mexicano de Chiapas. Es parte del municipio de Tila.

## Demografía
| Gráfica de evolución demográfica |
|                                  |

| Censo | Población |
| ----- | --------- |
| 1950  | 203       |
| 1960  | 243       |
| 1970  | 370       |
| 1980  | 439       |
| 1990  | 686       |
| 2000  | 939       |
| 2010  | 883       |
| 2020  | 1 227     |